# Sylvia (Kansas)
Sylvia é uma cidade localizada no estado americano de Kansas, no Condado de Reno.

## Demografia
Segundo o censo americano de 2000, a sua população era de 297 habitantes.
Em 2006, foi estimada uma população de 297, um aumento de 0 (0.0%).

## Geografia
De acordo com o United States Census Bureau tem uma área de
0,7 km², dos quais 0,7 km² cobertos por terra e 0,0 km² cobertos por água. Sylvia localiza-se a aproximadamente 528 m acima do nível do mar.

## Localidades na vizinhança
O diagrama seguinte representa as localidades num raio de 20 km ao redor de Sylvia.